# 亞當·施特格瓦爾德
亚当·施特格瓦尔德（德語：Adam Stegerwald；1874年12月14日—1945年12月3日）是一位德国的天主教政治人物，也是德国中央党的左翼领袖。他在1921年担任普鲁士总理，后来担任赫尔曼·米勒与海因里希·布吕宁的政府部长，在1933年前是勃兰登堡的行政总理。之后，他回到下弗兰肯并在去世前短期担任过县级总理。1945年，他是其中一位在维尔茨堡创建拜恩基督教社会联盟的成员。

## 外部連結
- 有关亞當·施特格瓦爾德在德国经济学中央图书馆（ZBW）20世纪新闻档案中的剪报。

| 前任： 奥托·布劳恩 | 普鲁士总理 1921年 | 繼任： 奥托·布劳恩 |